# Romániai magyar élclapok
A romániai magyar élclapok a két világháború közt a romániai magyar sajtóéletben részben alkalmi jelleggel, részben periodikus folyamban jelentek meg. Bálokra vagy évfordulós ünnepségekre adták ki Nagybányán a Farsang (1925), Nagyváradon az Így Írunk Mi (1926), Kolozsvárt az Illusztrált Vicclap (1926), Az Öreg Pancser (1929), Január 18 (1930), Piti Munkás Újság (1930), Máramarosszigeten a Tréfa (1934), Szatmáron a Vigyorgó (1934) c. alkalmi számokat.
Állandó jellegű, színvonalas élclapnak számítottak Aradon a Füles Bagoly (1919-37) és A Kakas (1931-40), Kolozsvárt a Komédia (1923) Hajnal László szerkesztésében, a Fidibusz (1924-26), a Garabonciás, később Erdélyi Garabonciás (1929-40) Gara Ákos, a Bakter, majd Sakter (1933) Ványolós István, az Ostor (1933-34), a Bomba, majd Erdélyi Bomba (1933-40) Gerő Sándor szerkesztésében, Marosvásárhelyen az Ambrózy Zoltán szerkesztette Flekken (1934-40) és a Gerő Sándor jegyezte Erdélyi Dalos Magazin (1931), valamint Elekes György ugyancsak Flekken címmel régebben kiadott szatirikus hetilapja Kézdivásárhelyen (1922-23), melynek utolsó száma Pletyka címmel jelent meg Nemes Nagy Elemér szerkesztésében.
Ide sorolható a már 1858 óta folyamatosan megjelenő kolozsvári Bakter c. diáklap, amely a református kollégium tanárairól adott tréfás képet nemzedékről nemzedékre.
A laptípusnak magasabb színvonalú termékei jelentek meg Temesvárt, ahol a legjelentősebb élclapok voltak Brázay Emil szerkesztésében a Tribün (1921), Sajó Sándor szerkesztésében a Panoptikum (1921-22), majd a Fajankó (1923-24), melynek egyik szerkesztője Endre Károly költő, valamint a Bohém Világ (1929) és folytatása, a Bolond Istók (1929-37). Említést érdemel még Áts József bukaresti szatirikus vicclapja, A Róka (1926-30), Lugoson A Móka és az Új Móka (1932-33), valamint a kolozsvári háromnyelvű Figura (1931-32). Mindezeket a lapokat rajzok és karikatúrák, szatirikus riportok, élcek és paródiák tették színessé s nemegyszer színvonalassá is mind irodalmi, mind művészeti tekintetben.
A II. világháború után önálló romániai magyar élclap nem jelent meg. A szatíra, élc, karikatúra a napilapok és irodalmi lapok megfelelő rovataira szorítkozott; három egyidejű kivétel a Világosság tréfás szilveszteri kiadványa, a Sötétség; az Igazság-travesztia Hamisság címen; s az Egység szilveszteri élcszáma, a Kétség (Kolozsvár, 1946). Ezeken kívül mint rendszeres mellékletről csak az Utunk Bajor Andor szerkesztette humoros-szatirikus szilveszteri Ütünk című mellékletéről emlékezhetünk meg.